# Prix de la meilleure création d'une pièce en langue française du Syndicat de la critique
 (avril 2024).
Si vous disposez d'ouvrages ou d'articles de référence ou si vous connaissez des sites web de qualité traitant du thème abordé ici, merci de compléter l'article en donnant les références utiles à sa vérifiabilité et en les liant à la section « Notes et références ».
Le Prix de la meilleure création d'une pièce en langue française du Syndicat de la critique est une distinction artistique française récompensant les meilleures pièces de théâtre francophones de l'année.

## Palmarès
- 1962/1963 : La Grande Oreille de Pierre-Aristide Bréal, mise en scène Jacques Fabbri
- 1963/1964 : Comment va le monde, Môssieu ? Il tourne, Môssieu de François Billetdoux, mise en scène de l'auteur, Théâtre de l'Ambigu
- 1964/1965 : La Guerre civile d'Henry de Montherlant, mise en scène Pierre Dux, Théâtre de l'Œuvre
- 1965/1966 : Les Paravents de Jean Genet, mise en scène Roger Blin, Théâtre de l'Odéon
- 1966/1967 : L'Été de Romain Weingarten, mise en scène Jean-François Adam, Théâtre de Poche
- 1967/1968 :
- 1968/1969 : Rabelais adaptation et mise en scène Jean-Louis Barrault par la Compagnie Renaud-Barrault
- 1969/1970 : Cher Antoine de Jean Anouilh, mise en scène Jean Anouilh et Roland Piétri, Comédie des Champs-Élysées
- 1970/1971 : Ne réveillez pas Madame de Jean Anouilh, mise en scène Jean Anouilh et Roland Piétri, Comédie des Champs-Élysées
- 1971/1972 : Capitaine Schelle, Capitaine Eçço de Serge Rezvani, mise en scène Jean-Pierre Vincent et Jean Jourdheuil, TNP
- 1972/1973 : Le Tourniquet de Victor Lanoux, mise en scène Yves Bureau et Victor Lanoux, Théâtre Rive Gauche
- 1973/1974 : Dreyfus de Jean-Claude Grumberg, mise en scène Jacques Rosner, Théâtre du Lambrequin à l'Odéon
- 1974/1975 : Non décerné
- 1975/1976 : Loin d'Hagondange de Jean-Paul Wenzel, mise en scène Patrice Chéreau, TNP Villeurbanne
- 1976/1977 : Les Dames du Jeudi de Loleh Bellon, mise en scène Yves Bureau, Studio des Champs-Élysées
- 1977/1978 : Théâtre de chambre de Michel Vinaver, mise en scène Jacques Lassalle, Théâtre-Studio de Vitry au Petit TEP
- 1978/1979 : L'Atelier de Jean-Claude Grumberg, mise en scène Maurice Bénichou, Jean-Claude Grumberg, Jacques Rosner, Théâtre de l'Odéon
- 1979/1980 : Un habit pour l'hiver de Claude Rich, mise en scène Georges Wilson, Théâtre de l'Œuvre
- 1980/1981 : Le Bal mise en scène Jean-Claude Penchenat, Théâtre du Campagnol, Antony
- 1981/1982 : Le Palais de justice création collective, mise en scène Jean-Pierre Vincent, Théâtre national de Strasbourg
- 1982/1983 : Le Fauteuil à bascule de Jean-Claude Brisville, mise en scène Jean-Pierre Miquel, Petit Odéon, Studio des Champs-Élysées
- 1983/1984 : Vaterland texte et mise en scène Bernard Bloch et Jean-Paul Wenzel, Théâtre Ouvert-Jardin d'hiver
- 1984/1985 : Un drôle de cadeau texte et mise en scène Jean Bouchaud, Théâtre des Mathurins
- 1985/1986 : Les Trompettes de la mort texte et mise en scène Tilly, Théâtre Paris-Villette
- 1986/1987 : Arromanches de Daniel Besnehard, mise en scène Claude Yersin, coproduction Nouveau théâtre d'Angers-Théâtre Ouvert
- 1987/1988 : Une visite inopportune de Copi, mise en scène Jorge Lavelli, Théâtre national de la Colline
- 1988/1989 : Réveille-toi, Philadelphie de François Billetdoux, mise en scène Jorge Lavelli, Théâtre national de la Colline
- 1989/1990 : Le Bourrichon de Joël Jouanneau, mise en scène de l'auteur, Festival d'Avignon, Théâtre Ouvert
- 1990/1991 : Princesses de Fatima Gallaire, mise en scène Jean-Pierre Vincent, Théâtre des Amandiers
- 1991/1992 : Pandora de Jean-Christophe Bailly, mise en scène Georges Lavaudant, TNP Villeurbanne, MC93 Bobigny
- 1992/1993 : Ce qui arrive et ce qu'on attend de Jean-Marie Besset, mise en scène Patrice Kerbrat, Théâtre de la Gaîté-Montparnasse
- 1993/1994 : La Ville parjure d'Hélène Cixous, mise en scène Ariane Mnouchkine, Théâtre du Soleil La Cartoucherie
- 1994/1995 : Celle-là de Daniel Danis, mise en scène Alain Françon, Théâtre Ouvert
- 1995/1996 : Allegria opus 147 de Joël Jouanneau, mise en scène de l'auteur, Théâtre national de la Colline, Théâtre de Sartrouville
- 1996/1997 : J'étais dans ma maison et j'attendais que la pluie vienne de Jean-Luc Lagarce, mise en scène Stanislas Nordey, Théâtre Ouvert
- 1997/1998 : L'Ode à Scarlett O'Hara de Jean-René Lemoine, mise en scène de l'auteur, Théâtre de la Tempête
- 1998/1999 : Rêver, peut-être de Jean-Claude Grumberg, mise en scène Jean-Michel Ribes, Théâtre du Rond-Point
- 1999/2000 : Le Chant du dire-dire de Daniel Danis, mise en scène Alain Françon, Théâtre national de la Colline
- 2000/2001 : Le Grand Retour de Boris S. de Serge Kribus, mise en scène Marcel Bluwal, Théâtre de l'Œuvre
- 2001/2002 : Hilda de Marie NDiaye, mise en scène Frédéric Bélier-Garcia, Théâtre de l'Atelier
- 2002/2003 : Le Diable en partage de Fabrice Melquiot, mise en scène Emmanuel Demarcy-Mota, Centre dramatique de Reims, Théâtre de la Bastille
- 2003/2004 : Incendies de Wajdi Mouawad, mise en scène de l'auteur, Francophonies de Limoges, Théâtre 71-Malakoff
- 2004/2005 : Daewo de François Bon, mise en scène Charles Tordjman, Théâtre de la Manufacture Festival d'Avignon
- 2005/2006 : Cet enfant de Joël Pommerat, Théâtre Paris-Villette
- 2006/2007 : Un homme en faillite texte et mise en scène David Lescot, Comédie de Reims, Théâtre de la Ville/Abbesses
- 2007/2008 : Pénélope, ô Pénélope texte et mise en scène Simon Abkarian
- 2008/2009 : Vers toi terre promise, tragédie dentaire de Jean-Claude Grumberg
- 2009/2010 : Les Naufragés du Fol Espoir, création collective librement inspirée d'un mystérieux roman posthume de Jules Verne, mi-écrite par Hélène Cixous, mise en scène Ariane Mnouchkine, Théâtre du Soleil La Cartoucherie
- 2010/2011 : Le Vrai Sang de Valère Novarina, mise en scène de l'auteur, Odéon-Théâtre de l'Europe
- 2011/2012 : Clôture de l'amour de Pascal Rambert, mise en scène de l'auteur, Festival d'Avignon, Théâtre de Gennevilliers
- 2012/2013 : La Réunification des deux Corées de Joël Pommerat, mise en scène de l'auteur, Odéon-Théâtre de l'Europe
- 2013/2014 : Ceux qui restent d'après Paul Felenbok et Wlodka Blit-Robertson, conception et mise en scène David Lescot, Monfort-Théâtre
- 2014/2015 : Vanishing Point, conception et mise en scène Marc Lainé/La Boutique Obscure, théâtre national de Chaillot[1]
- 2015/2016 : Bovary de Tiago Rodrigues, mise en scène de l'auteur, théâtre de la Bastille
- 2019/2020 : Féminines de Pauline Bureau[2]
- 2021-2022 : Le Ciel de Nantes de Christophe Honoré[3]
- 2022-2023 : L’amour telle une cathédrale ensevelie de Guy Régis Jr[4]
- 2023-2024 : Cavalières de Sarah Brannens, Karyll Elgrichi, Johanna Korthals Altes et Isabelle Lafon. Conception et mise en scène d’Isabelle Lafon[5]